# Експериментална археология
Експерименталната археология е дял на археологията.
Представлява поле за изследване, което се опитва да генерира и тества археологически хипотези, обикновено чрез репликиране или приближаване на приложимостта на древните култури, изпълняващи различни задачи или подвизи. Използва редица методи, техники, анализи и подходи, базирани на археологически изходен материал, като древни структури или артефакти.